# Eupithecia kinga
Eupithecia kinga es una especie de polilla de la familia Geometridae. La especie fue descrita por primera vez por András Mátyás Vojnits habiendo sido descrita en 1992, con distribución en Chile y Perú. El holotipo de la especie fue descrita en la Cordillera de las Raíces, a 40 kilómetros (24,9 mi) Este de Curacautín en la Provincia de Malleco.